# Husqvarna Garden
Der Husqvarna Garden (bis 2020 Kinnarps Arena) ist ein Mehrzweckhalle in der schwedischen Stadt Jönköping. Die Halle ist die Heimspielstätte des Eishockeyclubs HV71 Jönköping aus der höchsten schwedischen Spielklasse, der Svenska Hockeyligan.  

## Geschichte
Die Arena wird hauptsächlich für Eishockey- und Handballspiele sowie Konzerte genutzt. Der HV71 Jönköping trägt seit der Eröffnung 2001 seine Heimspiele in der Halle aus. Die Arena war einer der Spielorte während des Karjala Cups in den Jahren 2000 und 2005 sowie einer von drei Austragungsorten der Eishockey-Weltmeisterschaft 2002. Das größte Handballturnier, bei dem die Arena als Spielort diente, war die Handball-Europameisterschaft der Männer 2002. Bei der Handball-Weltmeisterschaft der Herren 2011 diente sie als einer von zehn Spielorten. Im Jahr 2007 fand ein Halbfinale des Melodifestivalen, des schwedischen Vorentscheids für den Eurovision Song Contest, in Jönköping statt.  
Größere Umbauarbeiten fanden 2004 statt, als die Arena um 1000 Plätze erweitert wurde und umfangreich modernisiert wurde. Die Arena befindet sich im Besitz der HV71 Fastighets AB, einer Tochtergesellschaft des Eishockeyvereins HV71 Jönköping.
Im Jahr 2020 wurde die Arena in Husqvarna Garden umbenannt.